# Kupscheller
Als Kupscheller bezeichnet man im ostpreußischen Dialekt einen windigen oder geschäftstüchtigen Händler, welcher mit minimalem Aufwand gute Gewinne erzielen möchte. Das Wort hat einen leicht negativen Einschlag, da man davon ausgeht, dass die Seriosität des Händlers unter seiner Geschäftstüchtigkeit leidet. Heute würde man diesen Begriff am ehesten einem (unseriösen) Gebrauchtwagenhändler zuschreiben.

## Herkunft
Die Herkunft des Wortes hat sicherlich durch die verschiedenen ethnischen Gruppen in Ostpreußen einen slawischen Ursprung. So gibt es im Polnischen das Wort kupować = Kaufen und im Russischen das Wort скупщик = Skupschik = Einkäufer, Aufkäufer, Vorkäufer.
Kupschell, Kupscheller (lit. kupčius a. poln. kupiec). Siehe auch: Lituanismen und Baltismen in Ostpreußen.
Aus dem Beruf ergeben sich traditionsgemäß auch Familiennamen: Kupschell, Kuppschell usw.

## Typische Zitate
- Der Pracker lebt sorglos von andrer Gewinn, der Kupscheller hat nur den Handel im Sinn, und nie genug dieser kriegen kann; rachschulterig ist so ein Mann!
- Der Nachbar Kiwitt war für sie ein Kupscheller, seine Kinder Lapse und Luntrusse.
- Der Kupscheller - Händler. - Der Pferdehändler, der Fischhändler ist ein Kupscheller. Er stammt aus der dörflichen Bevölkerung. - Auch: Kupschus!